# Джагдіш Свамінатхан
Джагдіш Свамінатхан (*21 червня 1928 —1994) — індійський художник, письменник та поет.

## Життєпис
Народився у Шімлі у 1928 році. Закінчив тут початкову школу. Продовжив навчання у Делі. Після цього поступив на курс щодо підготовки на медичний факультет університету. Проте захопився малювання, не закінчив курс, а потім перебрався до Калькутти. Згодом повертається до Делі, де стає заступник редактору журналу «Індійські оповідки». Потім був редактором журналу «Маздур Аваз». Увійшов до Соціалістичної партії Конгресу, а з 1948 року — член Комуністичної партії Індії. Водночас навчався у делійському політехнічному інституті, намагається брати уроки з малювання. Втім не зумів їх завершити.
У 1957 році поступає до школи витончених мистецтв у Варшаві, яку закінчив у 1960 році. Тоді ж проводить першу персональну виставку в Індії. Водночас завершує кар'єру журналіста, присвячуючи увесь час графіці та малюнкам. У 1962 році стає одним із засновників художнього об'єднання «Група-1890» (м. Бхавнагарі, Гуджарат).
У 1970-ті роки сприяв міжнародному визнанню образотворчого мистецтва народу гонди. В подальшому сприяв проведенню виставок мистецтва гонди, його представників.
Сприяв заснуванню «Бгарат Бгавану» — багатофункціонального мистецького комплексу та музею у Бхопалі, відкриття якого відбулося у 1982 році. Продовжував їм опікуватися до 1990 року. У 1968 році нагороджений стипендією Джавахарлала Неру.

## Творчість
Особливістю картин Свамінатхана є ліризм, захоплювався абстракціями. Намагався поєднати ці два напрямки. Відомою картиною є «Гірський птах» та численні абстракції, що відображали життя племен Індії.